# Lahitte
Lahitte (gaskognisch La Hita) ist eine französische Gemeinde mit 233 Einwohnern (Stand 1. Januar 2022) im Département Gers in der Region Okzitanien; sie gehört zum Arrondissement Auch und zum Gemeindeverband Grand Auch Cœur de Gascogne. Seine Bewohner nennen sich Lahittois/Lahittoises.

## Geografie
Lahitte liegt auf einem Plateau rund acht Kilometer ostnordöstlich der Stadt Auch im Osten des Départements Gers. Die Gemeinde besteht aus dem Dorf Lahitte, dem Weiler Lasserre sowie Einzelgehöften. Sie liegt an der Straße D509. Die N124 durchquert den Süden der Gemeinde, die einige Kilometer östlich der N21 liegt.

## Geschichte
Ein Fund in Gausselin zeugt von menschlicher Besiedlung bereits in der Römerzeit. Ein Schloss bestand seit dem 10. Jahrhundert, es wurde namentlich erstmals im Jahr 1130 erwähnt. Damals gehörte der Ort zur Herrschaft La Hitte. In den Religionskriegen wurde das Schloss schwer beschädigt. Einer seiner Türme wurde später zum Glockenturm der Kirche. Im Jahr 1737 entstand an anderer Stelle ein neues Schloss. Im Mittelalter lag der Ort in der Grafschaft Haut-Armagnac, die ein Teil der Provinz Gascogne war. Die Gemeinde gehörte von 1793 bis 1801 zum District Auch, zudem war Lahitte von 1793 bis 1801 ein Teil des Kantons Auch. Von 1801 bis 1973 lag sie im Kanton Auch-Nord, danach von 1973 bis 2015 im Wahlkreis (Kanton) Auch-Nord-Est. Die Gemeinde ist seit 1801 dem Arrondissement Auch zugeteilt.

### Bevölkerungsentwicklung
| Jahr                       | 1962 | 1968 | 1975 | 1982 | 1990 | 1999 | 2006 | 2014 | 2020 |
| Einwohner                  | 119  | 134  | 143  | 148  | 182  | 185  | 239  | 266  | 228  |
| Quellen: Cassini und INSEE |      |      |      |      |      |      |      |      |      |

## Sehenswürdigkeiten
- Schloss und Garten aus dem Jahr 1737
- Kirche Saint-André, Monument historique seit 1947[1]
- Gedenkplatte für die Gefallenen[2]
- Grotte mit dem Brunnen Sainte-Radegonde
- Ruine einer Mühle
- drei Wegkreuze

Quelle:

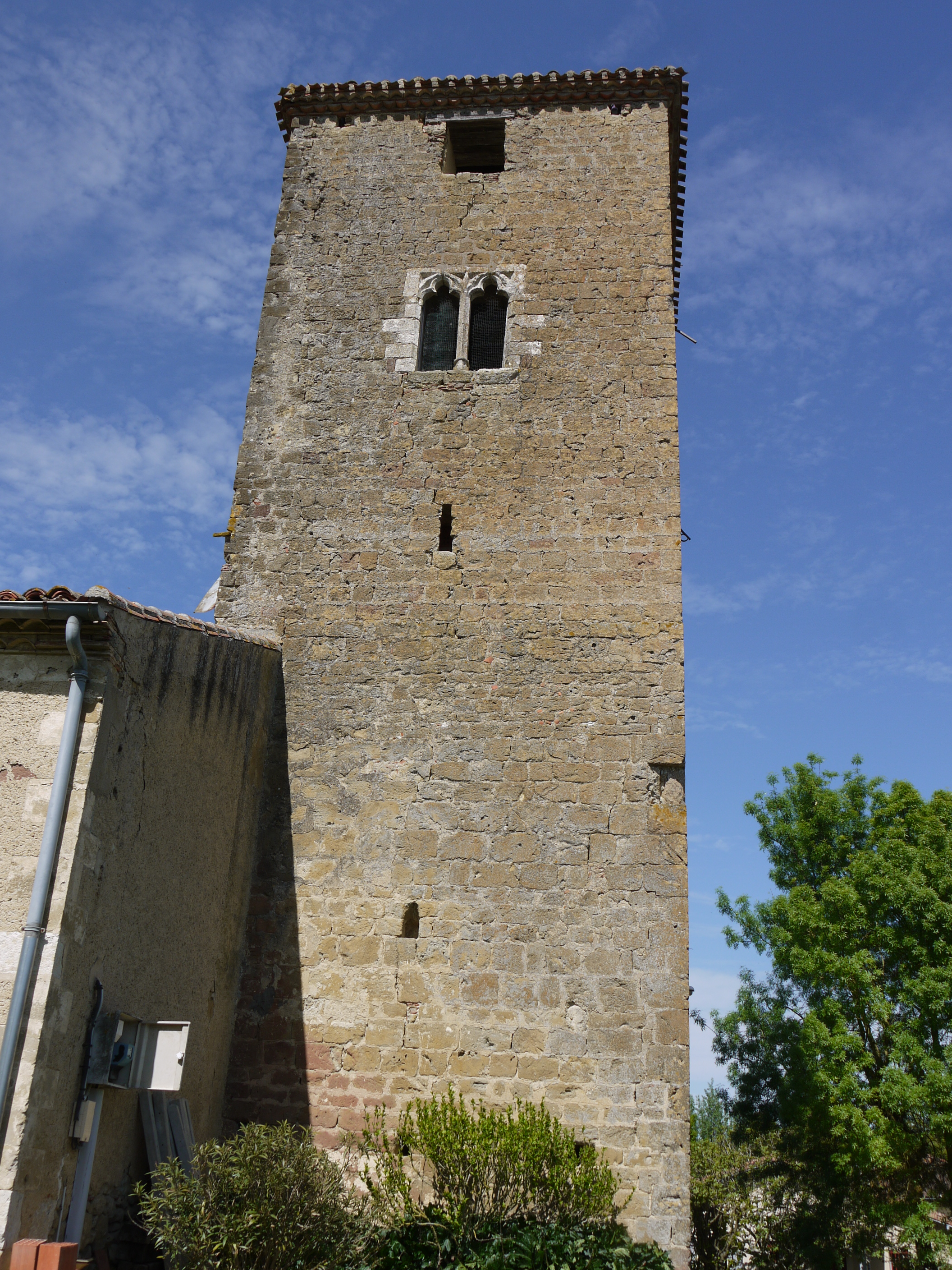
Turm der Kirche Saint-André
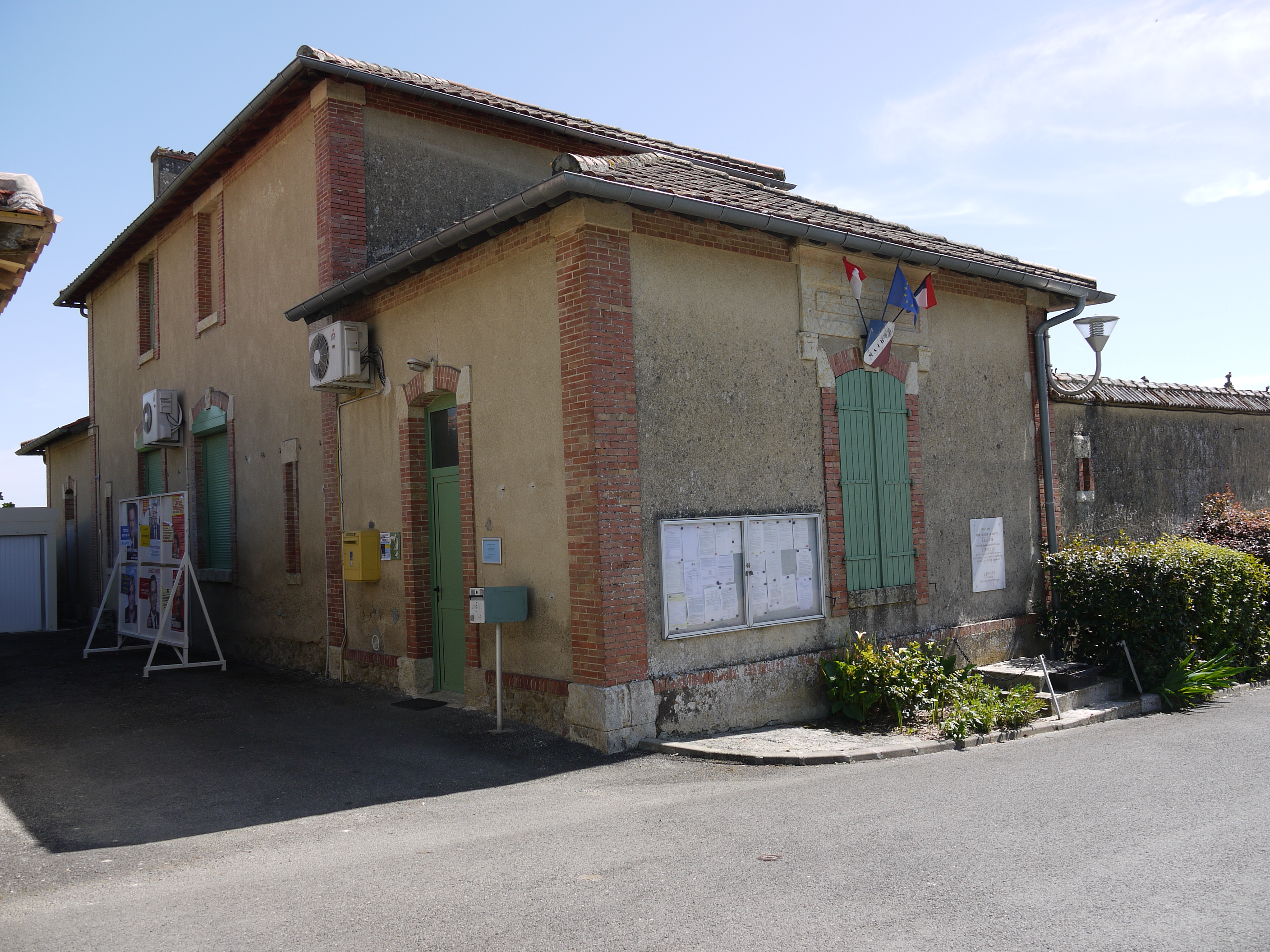
Rathaus
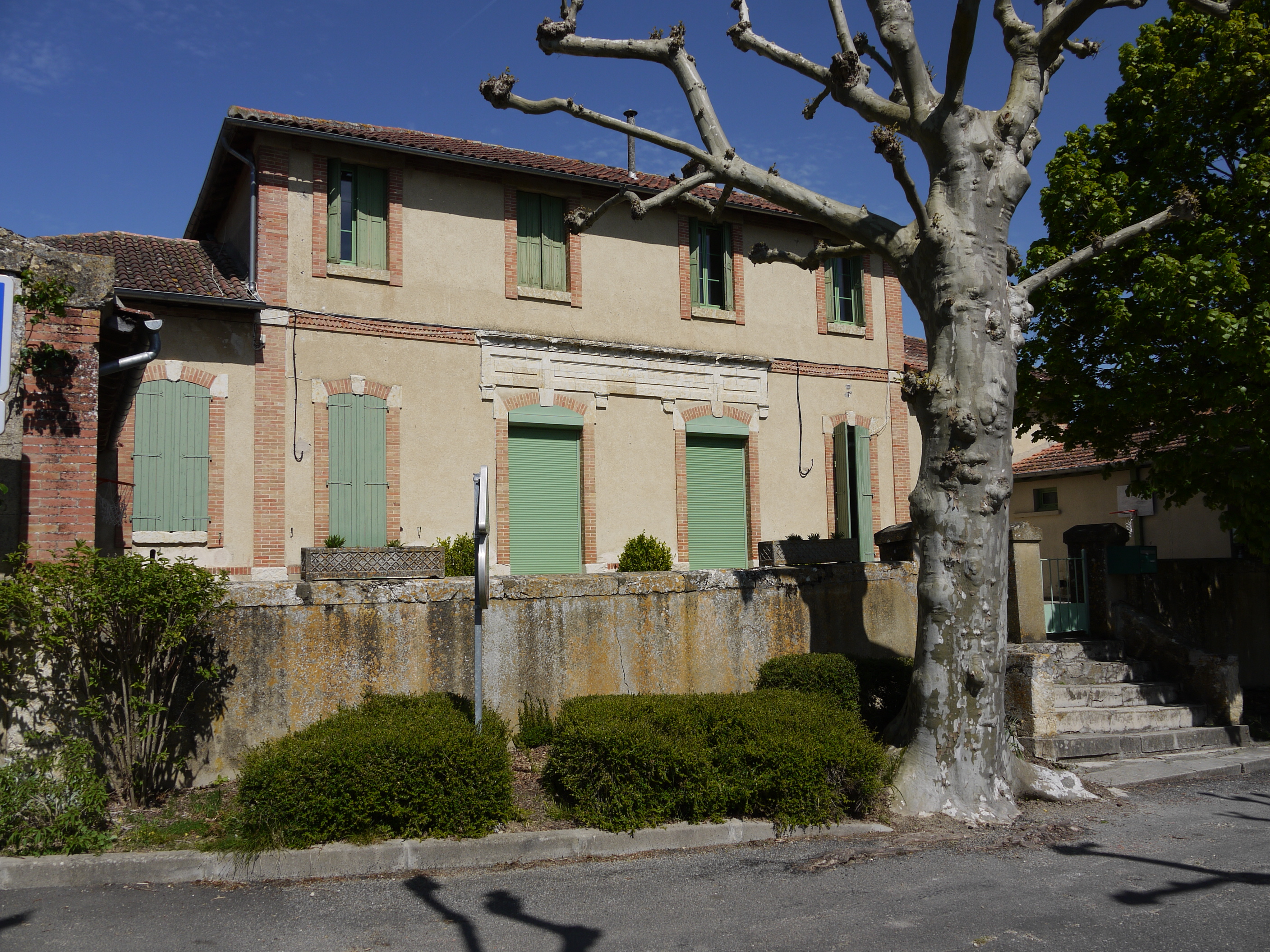
Ehemalige Grundschule